# Clinotettix ussuriensis
Clinotettix ussuriensis är en insektsart som först beskrevs av Bei-bienko 1929.  Clinotettix ussuriensis ingår i släktet Clinotettix och familjen torngräshoppor. Inga underarter finns listade i Catalogue of Life.